# Yalkaparidontia
Los yalkaparidontos (Yalkaparidontia) son un orden extinto de  mamíferos marsupiales australianos que habitaron entre el Oligoceno y el Mioceno, hace entre 16 y 23 millones de años. Los únicos fósiles conocidos son del género Yalkaparidon, de la familia Yalkaparidontidae y hasta el momento proceden de los depósitos de Riversleigh en el noreste de Australia, y consisten en varios dientes aislados y quijadas de Yalkaparidon jonesi y un solo cráneo de Yalkaparidon coheni.
En el estudio anatómico de los dientes y el cráneo encontramos una curiosa mezcla de características morfológicas comunes a otros grupos de mamíferos, con algunos de los cuales no existe relación filogenética cercana:
- Los molares son zambolodontes, característica que se da también en topos marsupiales (Notoryctidae) y algunos placentarios vivos como los almiquíes (Solenodontidae), tenrecs (Tenrecidae) y topos dorados (Chrysochloridae).
- Los incisivos son hypselodontos, similares a los de los roedores (Rodentia).
- La base del cráneo presenta rasgos primitivos similares a los de los bandicuts (Peramelemorphia).

La extraña dentición sugiere que debían de alimentarse de orugas y gusanos por el parecido con la dentadura de los tenrécidos, pero los incisivos similares a los de los roedores indica que posiblemente necesitasen roer una cubierta dura para acceder al contenido suave y blando capaz de ser masticado por las muelas de tipo zambolodonte.

## GéneroYalkaparidon
- Autor: Archer, Hand & Godthelp, 1988
- Observaciones: El nombre del género procede de la palabra aborigen para designar al bumerán, pues a éste recuerdan los dientes cuando se observa la cara oclusal.
- Especies:
  - Y. coheni
    - Autor: Archer et al., 1988
    - Datos fósiles: Mioceno temprano,  Australia.

  - Y. jonesi
    - Autor: Archer et al., 1988
    - Datos fósiles: Oligoceno,  Australia.